# Meine Schwester und ich
Personnages
- Dolly Fleuriot née Princesse Saint Labiche (soprano)
- Dr. Roger Fleuriot, bibliothécaire (ténor)
- Comte Lacy de Nagyfaludi (ténor-bouffon)
- Filosel, propriétaire d'un magasin de chaussures (comique chantant)
- Irma, vendeuse (soubrette)
- Le président de la Cour (ténor)
- L'huissier de la cour (baryton)
- Premier assesseur (rôle parlé)
- Deuxième assesseur (rôle parlé)
- Henriette (alto)
- Charly, valet (baryton)
- Clients chez Filosel (muets)

Airs
- Dolly : „Um ein bisschen Liebe dreht sich das Leben“ (tango),
- Roger : „Ich lade Sie ein, Fräulein“ sowie das wohl bekannteste Lied aus dem Werk, nämlich
- Roger : „Mein Mädel ist nur eine Verkäuferin in einem Schuhgeschäft mit 80 Franc Salär in der Woche ...“

Meine Schwester und ich (titre français : Ma sœur et moi) est une opérette de Ralph Benatzky sur un livret du compositeur et Robert Blum, créée en 1930 à Berlin.
L'œuvre se passe à Paris et Nancy au moment de la première, c'est-à-dire vers 1930.

## Argument

### Prologue
Salle d'audience
Le cas suivant est appelé. Le couple Dolly et Roger Fleuriot intervient devant le juge du divorce. "En raison d'une aversion insurmontable", ils veulent que leur mariage soit dissous. Le juge est circonspect, car les deux donnent l'impression qu'ils sont toujours amoureux l'un de l'autre. Il leur demande donc de dire comment ils ont appris à se connaître et comment leur mariage s'est développé. Le docteur Fleuriot ne peut pas être demandé longtemps. Il suit immédiatement les conseils du juge.

### Premier acte
Bibliothèque dans le château Saint-Labiche à Paris
La princesse Dolly a hérité du château de Saint-Labiche. La riche jeune femme peut se permettre d'employer son propre bibliothécaire. Le musicologue Roger Fleuriot est engagé. Il tombe amoureux de son employeuse, mais est beaucoup trop timide pour lui montrer ses sentiments. Il considère sa richesse comme une barrière qui lui interdit de se rapprocher de la dame de la maison, au-delà de la relation de travail.
Dolly aimerait le voir si son bibliothécaire est attirée. Ses tentatives délicates de le sortir de sa réserve ratent. Elle a un admirateur, le riche comte Lacy, mais elle ne ressent pas plus que des sentiments amicaux pour lui. Elle s'ouvre à lui, lui dit très ouvertement en face-à-face qu'elle est très malheureuse en amour.
Roger ne peut pas le supporter à long terme de rencontrer une femme chaque jour, qu'il aime secrètement, à qui il ne peut pas révéler ses vrais sentiments. Il postule avec succès à une chaire à l'université de Nancy. Aujourd'hui est sa dernière journée de travail au château de Saint-Labiche. Quand il dit au revoir à sa patronne, elle lui explique que sa sœur travaille à Nancy en tant que vendeuse dans le magasin de chaussures Filosel. S'il va de toute façon dans cette ville, il peut livrer une bague avec une lettre à sa sœur. Roger est heureux et d'accord. Mais ce qu'il ne sait pas, c'est que Dolly n'a inventé que cette sœur pour la jouer elle-même par la suite.

### Deuxième acte
Dans un magasin de chaussures à Nancy
Monsieur Filosel, le propriétaire de l'entreprise de chaussures du même nom, a des problèmes avec sa vendeuse Irma. Elle n'a que des bêtises en tête et rêve d'être une star dans une revue. Il doit encore et encore la ramener de son château en Espagne au fond des faits. L'homme d'affaires est donc très ravi quand une jolie jeune femme lui demande de l'embaucher comme vendeuse. Irma est virée, mais comme elle reçoit une bonne indemnité de départ, elle ne s'en soucie pas, mais prend tout calmement.
Après un court laps de temps, le Dr Fleuriot entre dans le commerce. En un rien de temps, il se rend compte que la vendeuse doit être la sœur de Dolly, car la similitude est vraiment incroyable. Pour lui, c'est l'amour à première vue. Et la sœur ne semble pas non plus être si riche, sinon elle ne travaillerait pas dans un magasin de chaussures. Il invite immédiatement la vendeuse dans un bar à vin pour la soirée et est au septième ciel parce qu'elle ne l'éconduit pas. Même Dolly peut à peine croire que son plan semble si facile à faire.
Dès que Roger a quitté la boutique, un nouveau client vient. C'est le comte Lacy. Quelqu'un semble lui avoir dit où le destin a mené le sien. C'est pourquoi il est revenu. Lorsqu'il est servi par l'exubérante Irma, il a le même feu et la même flamme pour elle. Cette fille semble l'accepter beaucoup mieux que Dolly. Il l'invite à partir avec lui à Monte Carlo, Irma accepte sur-le-champ. Les deux quittent joyeusement l'entreprise.
Roger revient chercher "la sœur". Après un long baiser, les amants quittent la maison dans une étreinte serrée.

### Épilogue
De retour dans la salle d'audience
Le tribunal de grande instance a écouté le récit de Roger Fleuriot avec suspense. Il apprend maintenant que Roger a découvert sa "sœur" quelques semaines après son mariage. Après qu'elle lui ait révélé toute la vérité, il était redevenu le vieux musicologue inhibé. Depuis, la vérité pèse lourdement sur son âme.
Le juge non seulement rejette la demande de divorce de Roger, mais l'exhorte sur sa conscience. Il devrait réessayer avec sa femme. La richesse n'est pas un fardeau, mais rend la vie plus facile. Il remarque très clairement que l'amour entre lui et sa femme est loin d'être terminé. Un mariage heureux qui peut durer toute une vie peut être construit sur cette base.
Roger et Dolly quittent la salle d'audience main dans la main.

## Orchestration
| Instrumentation de Meine Schwester und ich                 |
| Bois                                                       |
| 1 flûte, 1 hautbois, 2 saxophones, 2 clarinettes, 1 basson |
| Cuivres                                                    |
| 2 cors, 2 trompettes, 1 trombone                           |
| Cordes pincées                                             |
| 1 harpe, 1 banjo                                           |
| Percussions                                                |
| Célesta, tambours                                          |
| Musique de scène                                           |
| 1 violon, 1 piano                                          |

## Histoire
À sa présentation, l'opérette avec Liane Haid, Oskar Karlweis, Felix Bressart et Louis Treumann est un succès.

## Adaptations
- 1933 : Ihre Durchlaucht, die Verkäuferin, film allemand réalisé par Karl Hartl.
- 1933 : Caprice de princesse, film franco-allemand réalisé par Henri-Georges Clouzot et Karl Hartl.
- 1954 : Meine Schwester und ich, film allemand réalisé par Paul Martin.
- 1956 : Meine Schwester und ich, téléfilm allemand réalisé par Franz Peter Wirth.
- 1975 : Meine Schwester und ich, téléfilm allemand réalisé par Fred Kraus.

## Source de la traduction
- (de) Cet article est partiellement ou en totalité issu de l’article de Wikipédia en allemand intitulé « Meine Schwester und ich » (voir la liste des auteurs).